# Trox demarzi
Trox demarzi är en skalbaggsart som beskrevs av Haaf 1958. Trox demarzi ingår i släktet Trox och familjen knotbaggar. Inga underarter finns listade i Catalogue of Life.